# Feleti Sevele
Dr. Ph.D. Feleti Vaka´uta Sevele (* 7. července 1944 Nuku'alofa) je přední tonžský politik, diplomat a ekonom. Od 30. března 2006 zastává funkci 14. předsedy vlády Tonžského království.

## Biografie
Sevele se narodil 7. července 1944 v Nuku'alofa. Vystudoval střední školu na Apifo ʻ ou College na Tonze; dále šel studovat na Fidži - na Vysokou školu sv. Jana na ostrově Ovalau a gymnázium Marist Brothers v Suvě. Poté navštěvoval Vysokou školu Svatého Bedy v Christchurchu, později odešel na Canterburskou univerzitu, kde získal titul bakaláře z matematiky, věd, umění a také titul Ph.D., dále studoval hospodářskou geografii.
Po návratu na Tongu se začal věnovat politice. Pracoval v Tonžské komoditní radě, později se stal hlavním ekonomem pro Tichomořské společenství a jako člen představenstva Univerzity Jižního Pacifiku.
Později pracoval jako ředitel Vzdělání katolíků, konzultant a podnikatel.
Do politiky vstoupil roku 1999, kdy byl zvolen jedním z devíti zástupců Tonžského parlamentu, v dalších volbách byl zvolen opětovně. V březnu 2005 byl jmenován do vlády jako ministr práce, obchodu a průmyslu. V prosinci 2005 se Tonga stala členem Světové obchodní organizace.
Sevele je historicky prvním tonžským premiérem z nešlechtického rodu. Předsedou vlády se stal po náhle rezignaci prince Lavaky Aty 'Ulukalaly 11. února 2006. Na krátkou dobu v roce 2008 zastoupil odstupujícího 'Utoikamana Siosiuu na postu ministra financí.